# Asif Kottayil
Asif Kottayil (* 24. Mai 1985 in Kasaragod) ist ein indischer Fußballspieler.

## Karriere
Nachdem Kottayil Fußball beim Payyanur College gespielt hatte, wurde er 2008 von Malabar United FC verpflichtet. 2010 wechselte er zu Prayag United, konnte sich dort aber nicht durchsetzen und wechselte 2011 zu Chirag United Kerala. 2012 kehrte er zu Prayag United zurück und kam hier regelmäßig zu Einsätzen. 2014 unterschrieb er bei Mumbai City FC. Er konnte sich dort nicht durchsetzen und beendete nach weiteren Stationen 2018 seine Karriere.